# Langoëlan

Langoëlan este o comună în departamentul Morbihan, Franța. În 1 ianuarie 2022 avea o populație de 404 de locuitori.